# Uno su due
Uno su due è un film del 2006 diretto da Eugenio Cappuccio.
Presentato nella sezione Première della Festa del Cinema di Roma 2006, è uscito nelle sale italiane il 2 marzo 2007.
Il film, con protagonista Fabio Volo, trae il soggetto dal romanzo di Michele Pellegrini Ci vediamo lassù, vincitore del Premio Solinas 2001.

## Trama
Lorenzo è un trentenne avvocato genovese che deve il proprio successo alla spregiudicatezza e all'arroganza con cui si approccia alla professione; è un teorico della razionalità e dell'efficienza. Ha un amico e socio fidato, Paolo, con cui condivide l'attività forense, e una ragazza che convive con lui.
I tre organizzano una festa di lavoro per celebrare la conclusione di un affare con imprenditori russi. Lorenzo e Paolo vanno a fare una passeggiata per le vie del centro storico discutendo del risultato professionale appena conseguito, ma dopo pochi passi Lorenzo cade a terra svenuto. Arrivano i soccorsi e viene portato in ospedale, dove gli viene effettuata una biopsia cerebrale. I medici temono che si tratti di un tumore cerebrale, e ricoverano Lorenzo nel reparto di neurochirurgia in attesa del risultato degli esami. Passa qualche giorno in ospedale e nel frattempo matura un rapporto di profonda amicizia con il vicino di letto, un uomo sulla cinquantina che si chiama Giovanni: il suo è un caso accertato di cancro cerebrale, e gli interventi chirurgici cui si è sottoposto sono già numerosi. È un uomo visibilmente solo che non riceve alcuna visita da parte di parenti o amici; racconta di essere divorziato da molti anni e di non aver informato la propria famiglia per non far soffrire moglie e figlia.
Il ritorno alla vita normale non è dei più semplici. Una volta dimesso dal nosocomio e in attesa dei risultati degli esami medici, Lorenzo incontra non poche difficoltà di reinserimento. Il rapporto con Silvia si interrompe bruscamente, tanto che la ragazza abbandona l'appartamento. Lorenzo soffre il dover esser oggetto di commiserazione da parte di amici e colleghi. Anche sul fronte professionale non mancano note dolenti: l'affare russo è definitivamente tramontato. Paolo ha infatti scoperto che gli intermediari sono in realtà truffatori, ha accantonato il tutto proprio nei giorni della degenza di Lorenzo e ha preferito non informarlo date le sue precarie condizioni di salute. Il litigio tra i due è furibondo e rischia di porre fine alla loro amicizia.
Lorenzo attende con trepidazione l'esito della biopsia, al punto che un giorno decide di presentarsi direttamente agli sportelli informativi in ospedale e coglie l'occasione per salutare l'ex compagno di stanza, ma trova il suo letto vuoto: in seguito a una complicazione Giovanni è stato operato d'urgenza ed è ora tenuto sotto osservazione nel reparto di rianimazione. Sfogliando uno dei cruciverba dell'amico, vi trova una busta contenente un inizio di lettera alla figlia. Senza proferire parola, Lorenzo raggiunge l'autogrill dove l'ex moglie e la figlia di Giovanni gestiscono una piccola pensione per viaggiatori. Qui si presenta come semplice cliente, riuscendo ad ottenere maggiori informazioni su Tresy dalla sua sorellastra. La raggiunge su una collina dove ella si reca solitamente per praticare il parapendio. I due si conoscono, e Tresy convince Lorenzo a provare l'ebbrezza del volo. Cala la notte, e Lorenzo si offre di accompagnare Tresy a casa in macchina, ma la pioggia incessante non permette di proseguire oltre. Mentre sono in auto Lorenzo le racconta di Giovanni e delle sue condizioni di salute. La convince a seguirlo nonostante il parere negativo della madre. Una volta tornati in ospedale trovano Giovanni assopito e, al risveglio, la felicità dell'uomo è notevole, così come la commozione di Tresy e di Lorenzo.
Uscendo nel corridoio del reparto, Lorenzo incontra casualmente sua sorella e Paolo, che nel frattempo erano stati convocati dal primario di neurochirurgia in merito ai risultati degli esami. Lorenzo entra nello studio del medico, dove gli viene comunicato che le analisi hanno dato esito negativo: può tirare un grosso sospiro di sollievo, è statisticamente in quell'«uno su due» di persone in cui si presenta un tumore e possono sopravvivere in quanto benigno.

## Accoglienza

### Incassi
Il film non ha avuto un grande successo nelle sale, ha incassato 1,247 milioni di euro, 94º incasso della stagione cinematografica italiana 2006/07. Fabio Volo non ha saputo ripetere i buoni risultati delle sue precedenti esperienze cinematografiche, Casomai (2002) e La febbre (2005) di Alessandro D'Alatri, ma in quei casi si trattava di commedie, questo è il suo primo ruolo drammatico.

### Critica
La critica ha espresso giudizi generalmente positivi. Alcuni esempi:
- «la qualità di questo film è tutta nel come, nelle sfumature sottili, nella verità delle cose che si dicono i personaggi, nell'intensità di tutte le interpretazioni dalla prima all'ultima. E nella mancanza di ogni retorica» (Paolo D'Agostini, La Repubblica, 14 ottobre 2006).
- «un dramma sincero sulle certezze che si sbriciolano, i bilanci che saltano e sulla fatidica seconda chance che la vita concede per apprezzare le cose più autentiche» (Alessandra De Luca, Ciak, marzo 2007).
- «Un racconto sincero e non retorico, verosimile e non banale (...) Un film insolito per il nostro cinema. Fra i meriti anche la sottigliezza espressiva e una dose di veleno sul disinteresse morale di quella gente furbetta, arida e vuota, alla ricerca solo di soldi e successo.» (Maurizio Porro, Il Corriere della Sera, 2 marzo 2007).
- «Senza alcuna facilità né melensaggine il film raggiunge la perfetta semplicità ed è girato molto bene» (Lietta Tornabuoni, La Stampa, 2 marzo 2007).
- «A Cappuccio il merito di un film che passeggia in equilibrio sul filo ben teso di una sceneggiatura mai banale: al di qua la paura, l'angoscia, l'ossessione, al di là il cambiamento, il ritrovarsi, per qualcuno anche il rinascere. Tra sommersi e salvati» (Dario Zonta, L'Unità, 2 marzo 2007)

## Riconoscimenti
- Ciak d'Oro al migliore attore non protagonista (Ninetto Davoli)[3]

## Curiosità
Durante le riprese della scena del parapendio, interpretata da Volo senza alcuna controfigura, l'attore è svenuto a causa dell'imbracatura troppo stretta. La notizia si è rapidamente diffusa sui giornali e sul web e la sequenza dell'accaduto è stata inserita sul sito di video sharing YouTube.